# Baroni
Baroni, en egendom, vars besittning ger innehavaren titeln av baron samt de förmåner, som denna titel medför. 

## Sverige
I Sverige har det bara funnits ett baroni, nämligen Baroniet Adelswärd.

## Skottland
Baron var i Skottland före 2004 en lågadlig titel vilken följde med äganderätten till ett baroni. Sedan 2004 är det en adelstitel som i sig är immateriell egendom utan förbindelse med ett visst jordägande. Som sådan kan den fritt köpas och säljas.

## Norge
Baroniet Rosendal i Sunnhordland är Norges enda baroni.